# Erigone ostiaria
Erigone ostiaria är en spindelart som beskrevs av Crosby och Bishop 1928. Erigone ostiaria ingår i släktet Erigone och familjen täckvävarspindlar. Inga underarter finns listade i Catalogue of Life.